# Kadavar
Kadavar est un groupe allemand de hard rock, originaire de Berlin. Formé en 2010 à Berlin, le groupe possède un style musical inspiré, entre autres, par Black Sabbath, Pentagram, Hawkwind et Led Zeppelin et est souvent qualifié de rétro tout comme leur code vestimentaire. En 2014, le groupe joue au festival South by Southwest à Austin, au Hellfest à Clisson et au Desertfest à Anvers.

## Histoire
En 2010, le batteur Bartelt et le guitariste Philipp « Mammut » Lippitz commencent à jouer ensemble. Ils forment le groupe après l'arrivée du bassiste et chanteur Lindemann. Lindemann décide de passer à la guitare, permettant à Lippitz de jouer à la basse. Leur premier album, un CD-R de deux chansons, est auto-publié le 28 août 2011.
Le 12 juillet 2012, le premier album de Kadavar est publié aux labels This Charming Man Records/Tee Pee Records.
Le groupe collabore avec Aqua Nebula Oscillator pour la sortie de l'album White Ring en novembre 2012. À cause de problèmes de passeport, le groupe ne peut tourner ailleurs qu'au festival South by Southwest d'Austin, Texas, le 15 mars 2013. Au Texas, le groupe enregistre quelques clips qui seront utilisés pour la vidéo de la chanson Come Back Life qui sera produite par Bartelt.
En juillet 2013, Lippitz quitte le groupe et est remplacé par Bouteloup, ancien membre du groupe metal The Oath. Après plusieurs performances scéniques, Bouteloup est officiellement annoncé comme nouveau membre du groupe.
Leur deuxième album, Abra Kadavar, est publié le 12 avril 2013 au label Nuclear Blast, et atteint la 42e place des classements allemands. Au début de 2014, Kadavar tourne avec le groupe de hard rock rétro Wolfmother. En juillet 2014, Wolfmother enregistre quelques chansons avec Kadavar en studio d'enregistrement. Le 6 juin 2014, Kadavar publie l'album live Live in Antwerp.
En juin 2015, Kadavar annonce son troisième album, Berlin, sur sa page Facebook. Il est publié par Nuclear Blast le 21 août et comprend une reprise de la chanson Reich der Träume de Nico. L'album atteint les classements de nombreux pays, dont la 18e place en Allemagne, et la 40e place en Belgique. En 2015, le batteur Bartelt coécrit la chanson Wedding avec Andrew Stockdale. Elle est publiée le 19 février 2016 comme chanson bonus du quatrième album de Wolfmother, Victorious.
En raison de la pandémie de Covid-19, Kadavar ne peut donner de concerts qu'à partir du printemps 2020. Les musiciens profitent de ce temps pour écrire un nouvel album sur le thème du confinement, du changement et du développement spirituel. L'album, intitulé The Isolation Tapes, sort le 23 octobre 2020 sur le label du groupe, Robotor Records. The Isolation Tapes atteint la dixième place du classement des albums allemands. Le 19 mars 2021, Kadavar sort un split-single avec le groupe suédois Lucifer. Pour cela, Kadavar reprend la chanson The Green Manalishi (with the Two Prong Crown) de Fleetwood Mac, tandis que Lucifer reprend Pull Away/So Many Times de Dust. Par la suite, Kadavar rencontre le groupe américain Elder à Berlin au printemps 2021 et enregistre un album commun. Le batteur de Kadavar, Christoph « Tiger » Bartelt, explique à ce sujet qu'il n'était tout simplement pas encore prêt à enregistrer un nouvel album studio personnel. L'album de collaboration A Story of Darkness and Light, publié sous le nom d'Eldovar, sort le 3 décembre 2021 sur Roboter Records et atteint la 20e place du classement des albums allemands, et la 54e place du classement autrichien. En mars 2023, le groupe présente un nouveau membre, Jascha Kreft.

## Membres

### Membres actuels
- Christoph « Lupus » Lindemann – guitare, chant (depuis 2010), basse (2010)
- Christoph « Tiger » Bartelt – batterie (depuis 2010)
- Simon « Dragon » Bouteloup – basse (depuis 2013)
- Jascha Kreft – guitare, claviers (depuis 2023)

### Ancien membre
- Philipp « Mammut » Lippitz – basse (2010–2013), guitare (2010)

### Galerie

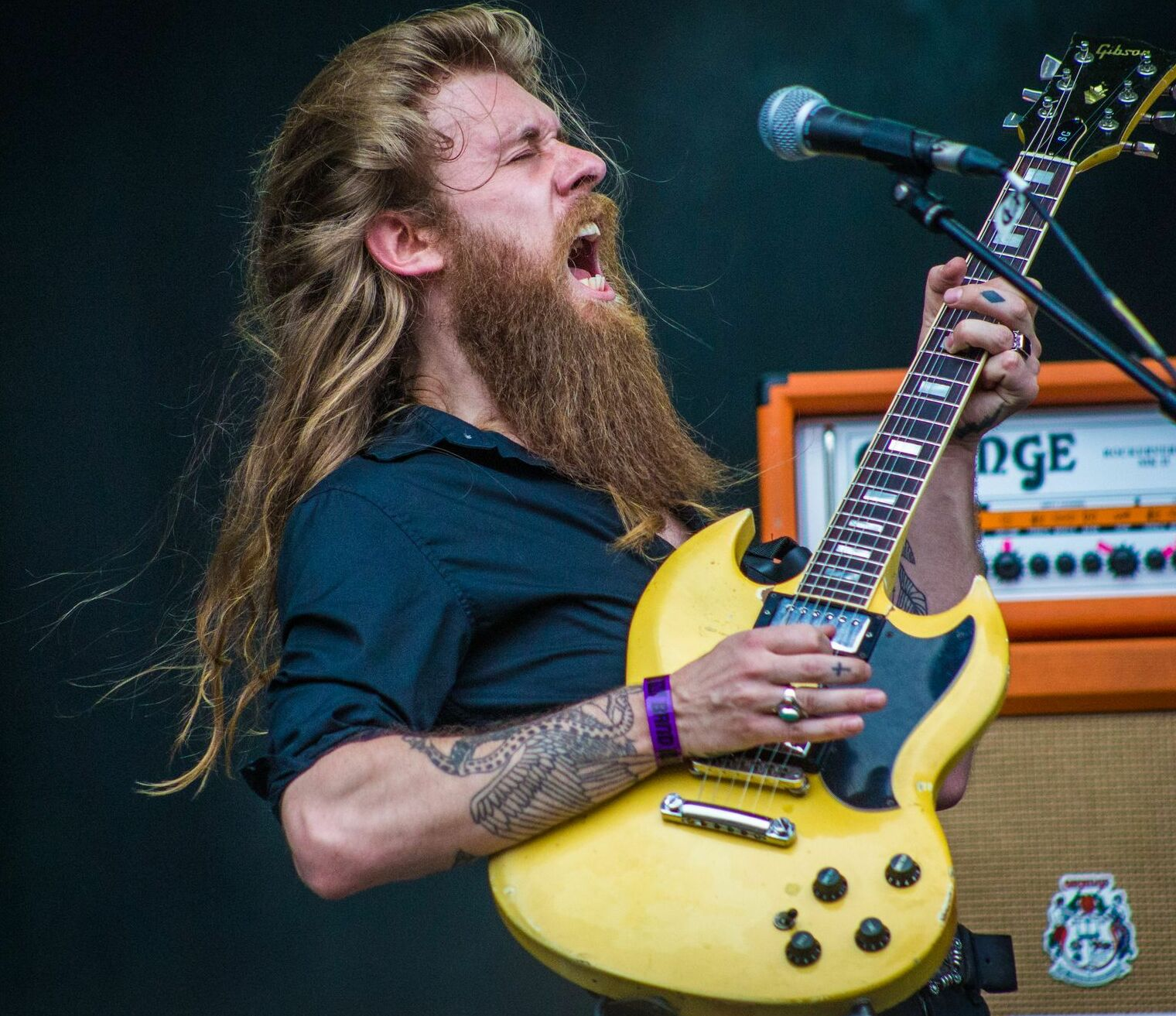
Christoph « Lupus » Lindemann.
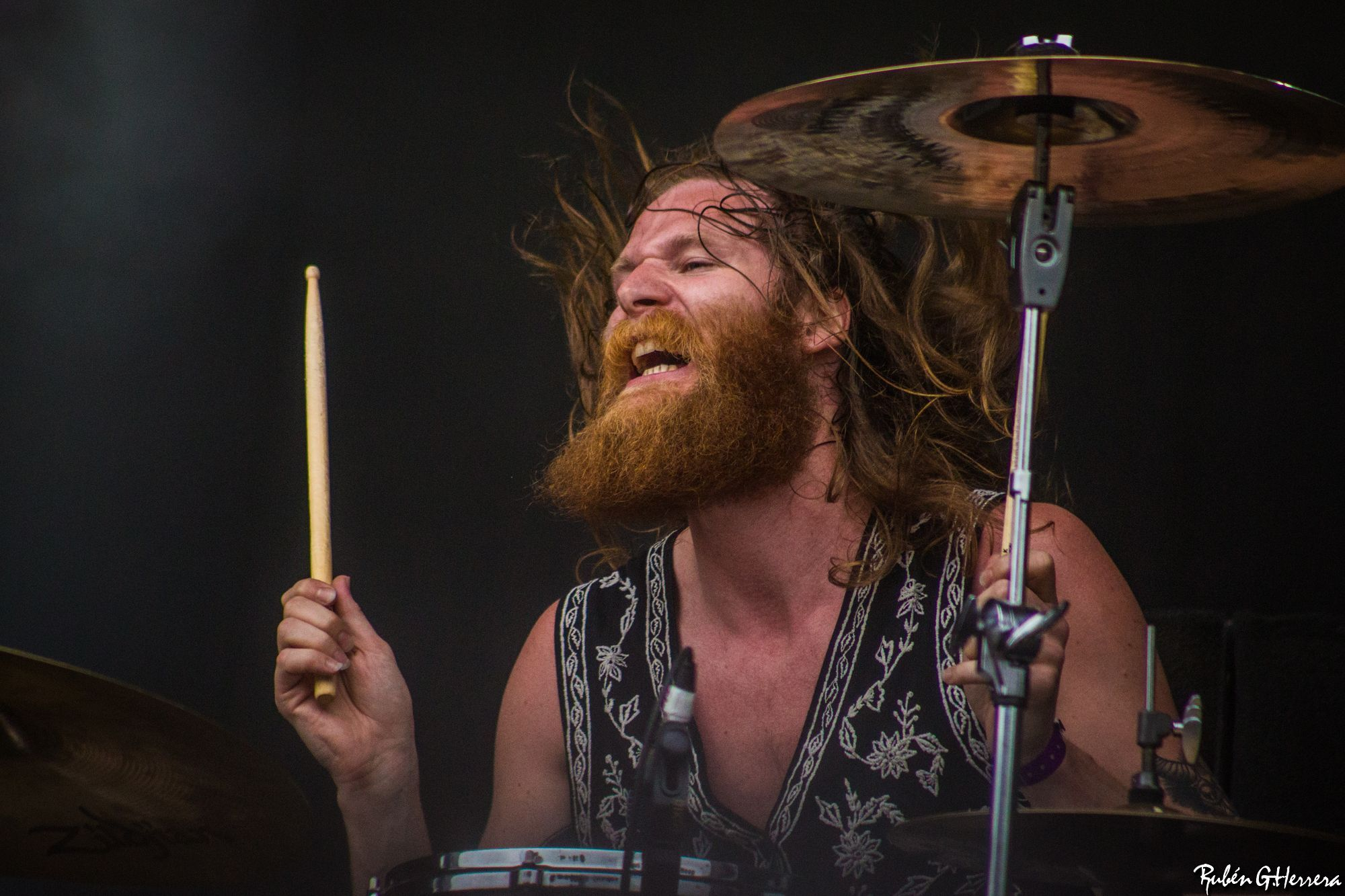
Christoph « Tiger » Bartelt.
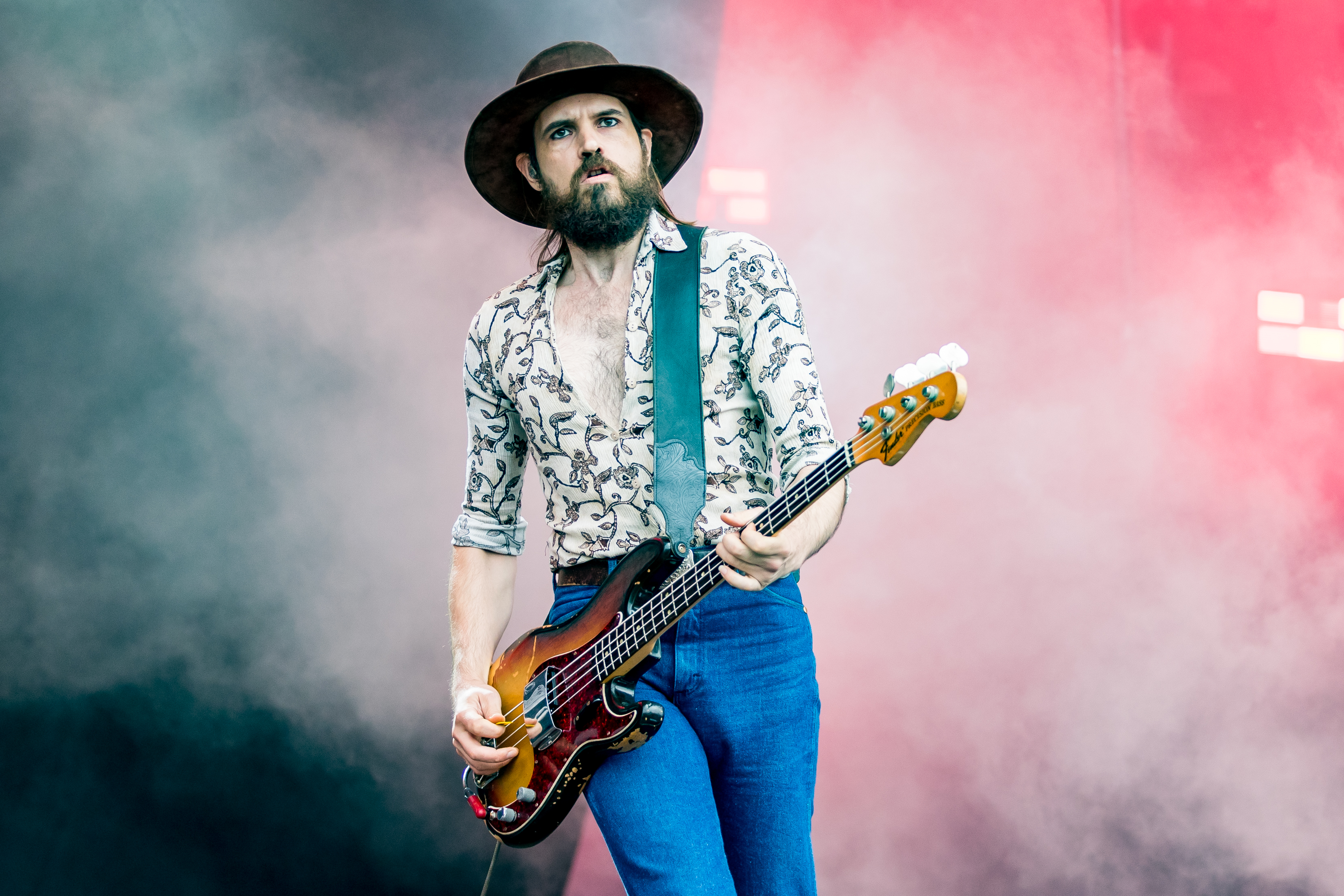
Simon « Dragon » Bouteloup .